# JAX-RS
JAX-RS(Java™ API for RESTful Web Services)는 자바 플랫폼에서 경량화된 REST 방식의 웹 애플리케이션 구현을 지원하는 자바 API이다.
SOAP기반의 SOA 연동은 자바 애플리케이션을 무겁게 한다는 비판과 함께, 최근 웹 애플리케이션의 경향인 AJAX기반으로 JSON이나 RSS와 같이 간결한 프로토콜을 사용한 연동이 보편화되면서 쉽게 구현할 수 있도록 Java EE에 JAX-RS 라는 사양이 포함되고 있다.

## 버전 역사
| JAX-RS version | 발표            | 자바 플랫폼 | 중요한 변화 |
| -------------- | --------------- | ----------- | ----------- |
| JAX-RS 1.0     | 2008년 9월 예정 | Java EE 6   | JSR 311     |

## 구현 플랫폼
- Restlet
- JBoss RESTEasy
- Apache CXF
- Jersey